# 薩布拉坦克
薩布拉坦克（Sabra，意思即「以色列在地人」）是一款由以色列軍事工業（IMI）對M60巴頓大幅改裝升級而成的主戰坦克。薩布拉坦克被選為土耳其陸軍坦克現代化計畫的方案，薩布拉坦克在土耳其服役中被稱作M60T。

## 概述
在1960年代服役的巴頓坦克以色列就對其做了第一個現代化工作，將其改裝成馬戈其坦克，其7C型外觀上因為砲塔楔形裝甲和各部位的附加裝甲，已看不出原本巴頓的原型了。起初土耳其提出對擁有的M60A1進行現代化改裝案，以色列IMI公司主要競爭對手為美國的通用動力公司地面系統，該公司的主打方案為升級至M60-2000主戰坦克，M60-2000主要是將砲塔置換為M1A1的砲塔，引擎換裝為1200馬力的AVDS-1790-9。最後土耳其選擇了較便宜的薩布拉案。
薩布拉最初作為馬戈其坦克7C型的進一步發展版本，對模組化裝甲做了改良，並替換原本的105毫米M68線膛炮，改裝由IMI研製的120毫米口徑MG253主砲。其改裝工作為土耳其軍方對坦克現代化計畫的一個選擇，薩布拉也正在國際外銷出口中。土耳其選擇薩布拉的改良版（Mk-2）作為他們的升級計畫，並於2002年3月29日簽訂了合約，據估計花費約有6.88億美金。第一輛Mk-2試驗車於2005年被交付給土耳其，並於2006年5月通過性能測試。2007年至2009年4月共有170輛完成了改裝。

## 變形

### Mk-1
Mk-1型基本上是馬戈其坦克7C的升級版，配備IMI的120毫米主砲、改良的附加裝甲、埃爾比特系統的「騎士」火控系統和自動滅火、抑爆系統、煙霧彈發射器，行駛能力和越野機動性也有改善。原有混合電動與液壓系統的馬戈其7C被全換成電動系統，在無涉水裝備下能潛行2.4米深。

### Mk-2 / M60T
Mk-2型採用不同於Mk-1型的低矮車長指揮塔，而保留在土耳其服役的M60巴頓M19指揮塔，空間大又配有12.7毫米機槍，更節省了成本。Mk-2還加裝了車長獨立熱觀察儀（CITV），出力更強的德國MTUKA-501引擎和朗克公司的304S變速器，擁有4個前進檔和2個倒車檔，1000匹馬力的引擎的Mk-2還能以優於Mk-1型的55km/h速度行駛。此外Mk-2還配有爆炸反應裝甲。該坦克由土耳其第二維修中心與以色列合作升級，除了裝甲外，以色列將該車所有相關的技術全都轉給了土耳其，但該計畫因為發現火控系統和引擎的問題導致推延，延誤了6個月，直到2009年才完成。

### Mk-3
Mk-3型採用梅卡瓦主战坦克的履帶、新式裝甲和红外线、雷達預警接收器系統，一名以色列國防軍裝甲專家說道：「在某些領域上甚至可取代梅卡瓦Mk.IV」。

### 性能比較
|          | 馬戈其坦克7C型   | M60-2000坦克      | M60-2000坦克      | 薩布拉坦克MK-2型  | 薩布拉坦克MK-2型  | 薩布拉坦克MK-2型  |
| -------- | ---------------- | ----------------- | ----------------- | ----------------- | ----------------- | ----------------- |
| 極速     | ？               | 51.6公里／小時    | 51.6公里／小時    | 55公里／小時      | 55公里／小時      | 55公里／小時      |
| 行動距離 | ？               | 443公里           | 443公里           | 450公里           | 450公里           | 450公里           |
| 重量     | 54噸             | 56.52噸           | 56.52噸           | 59噸              | 59噸              | 59噸              |
| 主要武器 | 105毫米M68線膛砲 | 120毫米M256滑膛炮 | 120毫米M256滑膛炮 | 120毫米M256滑膛炮 | 120毫米M256滑膛炮 | 120毫米M256滑膛炮 |
| 馬力     | 908匹            | 1200匹            | 1200匹            | 1000匹            | 1000匹            | 1000匹            |
| 推重比   | 16.81匹／噸      | 21.23匹／噸       | 21.23匹／噸       | 16.95匹／噸       | 16.95匹／噸       | 16.95匹／噸       |

## 資料來源
1. 1 2 3 4 5 6  . Army-Technology.com.   [2009-12-01]. （原始内容存档于2017-10-23）.
2. 1 2 3 4 5 6  . Undersecretariat for Defence Industries.   [2009-12-01]. （原始内容存档于2010-09-17）.
3. 1 2  Gelbart, Marsh. . Osprey Publishing. 2004: 29. ISBN 1841765791. （原始内容存档于2015-02-22）.
4. ↑  .   [2010-02-25]. （原始内容存档于2020-12-08）.
5. 1 2 3  .   [2010-02-25]. （原始内容存档于2022-04-08）.

## 外部連結
- Army Technology （页面存档备份，存于）
- Federation of American Scientists （页面存档备份，存于）